# Fotheringhay
Fotheringhay is een civil parish in het bestuurlijke gebied East Northamptonshire, in het Engelse graafschap Northamptonshire met 119 inwoners.
In het dorp stond het gelijknamige kasteel waarin Margaretha van York, hertogin van Bourgondië door huwelijk met Karel de Stoute, en Richard III van Engeland waren geboren en waar in 1587 de Schotse koningin Maria Stuart werd terechtgesteld. Van het kasteel is alleen de motte bewaard gebleven.

## Trivia
- Zangeres Sandy Denny van de folkgroep Fairport Convention schreef het nummer Fotheringay (zonder de h) over de executie van Maria Stuart. Toen zij na haar vertrek uit Fairport Convention een eigen groep begon, noemde deze zich eveneens Fotheringay.
- Multatuli vergiste zich toen hij in Max Havelaar schreef dat Maria Stuart in de Tower geëxecuteerd werd. Jacob van Lennep gaf het boek uit en "verbeterde" de fout door er "Fothingerhay" van te maken, met een paar verwisselde letters.

## Geboren
- Margaretha van York (Fotheringhay Castle, 1446-1503)
- Richard III van Engeland (Fotheringhay Castle, 1452-1485), koning van Engeland (1483-1485)